# Costus kupensis
Espèce
Costus kupensis Maas & H. Maas, est une espèce de plantes tropicales de la famille des Costaceae et du genre Costus, décrite en 2016.
Son épithète spécifique fait référence au mont Koupé, dans l'ouest du Cameroun.